# Азовское (сельское поселение, Ямало-Ненецкий автономный округ)
Азовское — упразднённое муниципальное образование со статусом сельского поселения в Шурышкарском районе Ямало-Ненецкого автономного округа Российской Федерации.
Административный центр — село Азовы.

## История
Статус и границы сельского поселения установлены Законом Ямало-Ненецкого автономного округа от 18 октября 2004 года N 42-ЗАО О наделении статусом, определении административного центра и установлении границ муниципальных образований Шурышкарского района
Упразднено в 2022 году в связи с преобразованием муниципального района в муниципальный округ.

## Население
| 2010 | 2011 | 2012 | 2013 | 2014 | 2015 | 2016 |
| ---- | ---- | ---- | ---- | ---- | ---- | ---- |
| 411  | ↘410 | ↘387 | ↘371 | ↗377 | ↘369 | ↘357 |
| 2017 | 2018 | 2019 | 2021 |      |      |      |
| ↗362 | ↘356 | ↘350 | ↘318 |      |      |      |

## Населённые пункты
В состав сельского поселения входили 3 населённых пункта:
| №        | Населённый пункт | Тип населённого пункта | Население |
| -------- | ---------------- | ---------------------- | --------- |
| 1        | Азовы            | село                   | ↘302      |
| 2        | Карвожгорт       | деревня                | ↘4        |
| 3        | Пословы          | деревня                | ↘16       |
| 3.000001 | Ильягорт         | деревня                | ↗8        |
| 3.000002 | Ишвары           | деревня                | ↘4        |

### Упразднённые населённые пункты
В конце 2021 года были упразднены деревни Ильягорт и Ишвары.